# I Premis Feroz
La 1a cerimònia de lliurament dels Premis Feroz, coneguts com a Premis Feroz 2014, va tenir lloc al Cine Callao de Madrid el 27 de gener de 2014. La presentadora va ser l'actriu Alexandra Jiménez i van ser retransmesos a través del canal de televisió Paramount Channel.

## Nominats i guanyadors

### Cinema
| Millor pel·lícula dramàtica | Millor comèdia |
| --- | --- |
| - Stockholm - Caníbal - Grand Piano - La herida - Todos queremos lo mejor para ella | - 3 bodas de más - La gran familia española - Las brujas de Zugarramurdi - Todas las mujeres - Vivir es fácil con los ojos cerrados ‡ |
| Millor direcció | Millor guió |
| - David Trueba per Vivir es fácil con los ojos cerrados ‡ - Fernando Franco per La herida ≠ - Álex de la Iglesia per Las brujas de Zugarramurdi - Manuel Martín Cuenca per Caníbal - Daniel Sánchez Arévalo per La gran familia española | - David Trueba per Vivir es fácil con los ojos cerrados ‡ - Pablo Alén i Breixo Corral per 3 bodas de más - Manuel Martín Cuenca i Alejandro Hernández Díaz per Caníbal - Isabel Peña i Rodrigo Sorogoyen per Stockholm - Daniel Sánchez Arévalo per La gran familia española     |
| Millor actor protagonista | Millor actriu protagonista |
| - Antonio de la Torre per Caníbal - Javier Cámara per Vivir es fácil con los ojos cerrados ‡ - Mario Casas per La mula - Eduard Fernández per Todas las mujeres - Hugo Silva per Las brujas de Zugarramurdi                              | - Marian Álvarez per La herida ‡ - Inma Cuesta per 3 bodas de más - Aura Garrido per Stockholm - Nora Navas per Todos queremos lo mejor para ella - Candela Peña per Ayer no termina nunca - Belén Rueda per Ismael                                                               |
| Millor actor de repartiment | Millor actriu de repartiment |
| - Mario Casas per Las brujas de Zugarramurdi - Roberto Álamo per La gran familia española ‡ - Carlos Areces per Los amantes pasajeros - Raúl Arévalo per Los amantes pasajeros - Carlos Bardem per Alacrán enamorado                     | - Terele Pávez per Las brujas de Zugarramurdi ‡ - Verónica Echegui per La gran familia española - Petra Martínez per Todas las mujeres - Natalia de Molina per Vivir es fácil con los ojos cerrados ≠ - Rossy de Palma per 3 bodas de más - Bárbara Santa-Cruz per 3 bodas de más |
| Millor música original | Millor tràiler |
| - Víctor Reyes per Grand Piano - Alberto Iglesias per Los amantes pasajeros - Pat Metheny per Vivir es fácil con los ojos cerrados ‡ - Josh Rouse per La gran familia española - Joan Valent per Las brujas de Zugarramurdi              | - Gente en sitios - Los amantes pasajeros - 3 bodas de más - Caníbal - Las brujas de Zugarramurdi |
| Millor cartell | |
| - Sèrie '10 razones' de 3 bodas de más - Sèrie 'Petons' de Barcelona nit d'estiu - Cartell de Caníbal - Cartell 2 de Los amantes pasajeros - Cartell de Stockholm                                                                        | |

- ‡ Guanyador del Premi Goya en la mateixa categoria.[nota 1][nota 2][nota 3]
- ≠ Guanyador del Premi Goya en la categoria novella o revelació.

### Premi Feroz d'Honor
- José Sacristán

### Premi Especial
- Ilusión de Dani Castro

## Pel·lícules amb múltiples nominacions i premis
| Pel·lícula                           | Nominacions |
| ------------------------------------ | ----------- |
| 3 bodas de más                       | 7           |
| Las brujas de Zugarramurdi           | 7           |
| Caníbal                              | 6           |
| La gran familia española             | 6           |
| Vivir es fácil con los ojos cerrados | 6           |
| Los amantes pasajeros                | 5           |
| Stockholm                            | 4           |
| La herida                            | 3           |
| Todas las mujeres                    | 3           |
| Grand Piano                          | 2           |
| Todos queremos lo millor para ella   | 2           |

| pel·lícula                           | Premis |
| ------------------------------------ | ------ |
| 3 bodas de más                       | 2      |
| Las brujas de Zugarramurdi           | 2      |
| Vivir es fácil con los ojos cerrados | 2      |